# カンバート

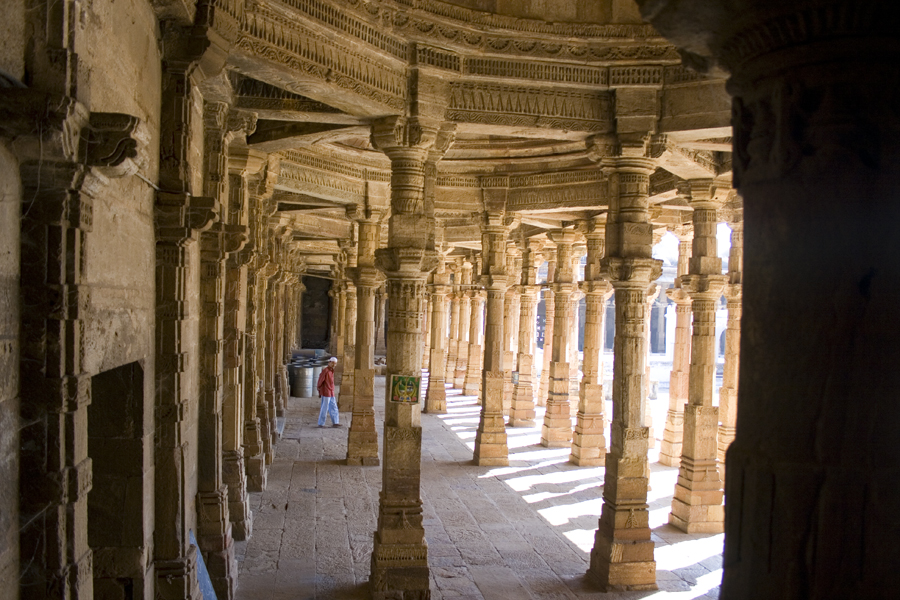
カンバートのモスク

カンバート（グジャラート語：ખંભાત、英語：Khambhat）は、インドのグジャラート州、アーナンド県の都市。カンベイ（Cambay）とも呼ばれる。

## 歴史
18世紀、ムガル帝国が衰退すると、カンバートの知事ナワーブは実質的に独立した。
1780年、カンバートはイギリスに占領されたが、第一次マラーター戦争で1782年に講和条約サルバイ条約が締結されると、放棄を余儀なくされた。
1802年、カンバートはバセイン条約によりイギリスの保護化に置かれた。

## 地理
カンバートは北緯22度18分 東経72度37分 / 北緯22.3度 東経72.62度に位置している。

## 人口
2001年の統計では、人口は80,439人。